# Академия футбола имени Юрия Коноплёва
«Акрон — Академия футбола им. Юрия Коноплёва» — центр подготовки футболистов в России, созданный в 2003 году.  Академия расположена в поселке Приморский, Самарская область.

## История
СДЮШОР «Лада» была основана в августе 2003 года бизнесменом, президентом группы компаний «Стандарт-Лада» Юрием Коноплёвым, расположена в здании бывшей компании «Авто-1». Позже, школа была переименована в СДЮШОР «Крылья Советов». 1 июля 2006 года на сороковом году жизни Юрий Коноплёв скоропостижно скончался от сердечного приступа. 20 июня 2007 года школа была названа в его честь. Финансирование академии взял на себя фонд «Национальная академия футбола» при участии группы компаний «Стандарт-Лада».
В 2006 году академии был передан клуб «Крылья Советов-СОК», переименованный в 2008 году в «Академию». В 2012 году «Национальная академия футбола» прекратила финансирование академии, профессиональная команда была закрыта. По состоянию на конец 2012 года испытывала серьёзные финансовые трудности. В 2013 году Академия футбола имени Юрия Коноплёва вошла в структуру самарских «Крыльев Советов», в дальнейшем стала состоять на балансе администрации Самарской области. В 2015 году Академия начала выступление в третьем дивизионе МФС «Приволжье», объединившись с молодёжной командой ФК «Лада-Тольятти». Команда получила название «Академия-Лада-М».
С 2015 года Академия футбола имени Юрия Коноплёва начинает сотрудничество с футбольной школой «Галактика» для совместного развития тольяттинского футбола.
В июне 2022 года в структуру управления Академии футбола имени Юрия Коноплёва в качестве учредителя вошёл футбольный клуб «Акрон». Между Правительством Самарской области и АНО «Академия футбола имени Юрия Коноплёва» было заключено концессионное соглашение сроком на 20 лет.

### Выступления
ФК «Академия» участвовал в первенствах Второго (ПФЛ) и III (ЛФК) дивизионов.
В сезоне-2019/20 команда Академии из игроков 2002 года рождения приняла участие в новосозданном первенстве Юношеской футбольной лиги (ЮФЛ). В сезоне-2020/21 в турнире ЮФЛ, который стал проводиться в двух возрастных категориях (команды игроков 2003 и 2004 г. р. / U-17 и U-16 — ЮФЛ-1 и ЮФЛ-2), выступали две команды Академии. Также ещё одна команда стала играть в молодёжном первенстве России (2020/21, 2021/22). В сезоне-2021/22 — команда ЮФЛ-2. В сезоне-2022/23 (появилась ЮФЛ-3) команда «Акрон — Академия Коноплёва» представлена в ЮФЛ-1, ЮФЛ-2 и ЮФЛ-3.

### Названия
- 2003—2005 год — СДЮШОР «Лада»
- 2005—2007 год — СДЮШОР «Крылья Советов»
- 2007—2022 год — «Академия футбола им. Юрия Коноплёва»
- С 4 июля 2022 года — «Акрон - Академия футбола им. Юрия Коноплёва»

## Галерея

Инфраструктура Академии
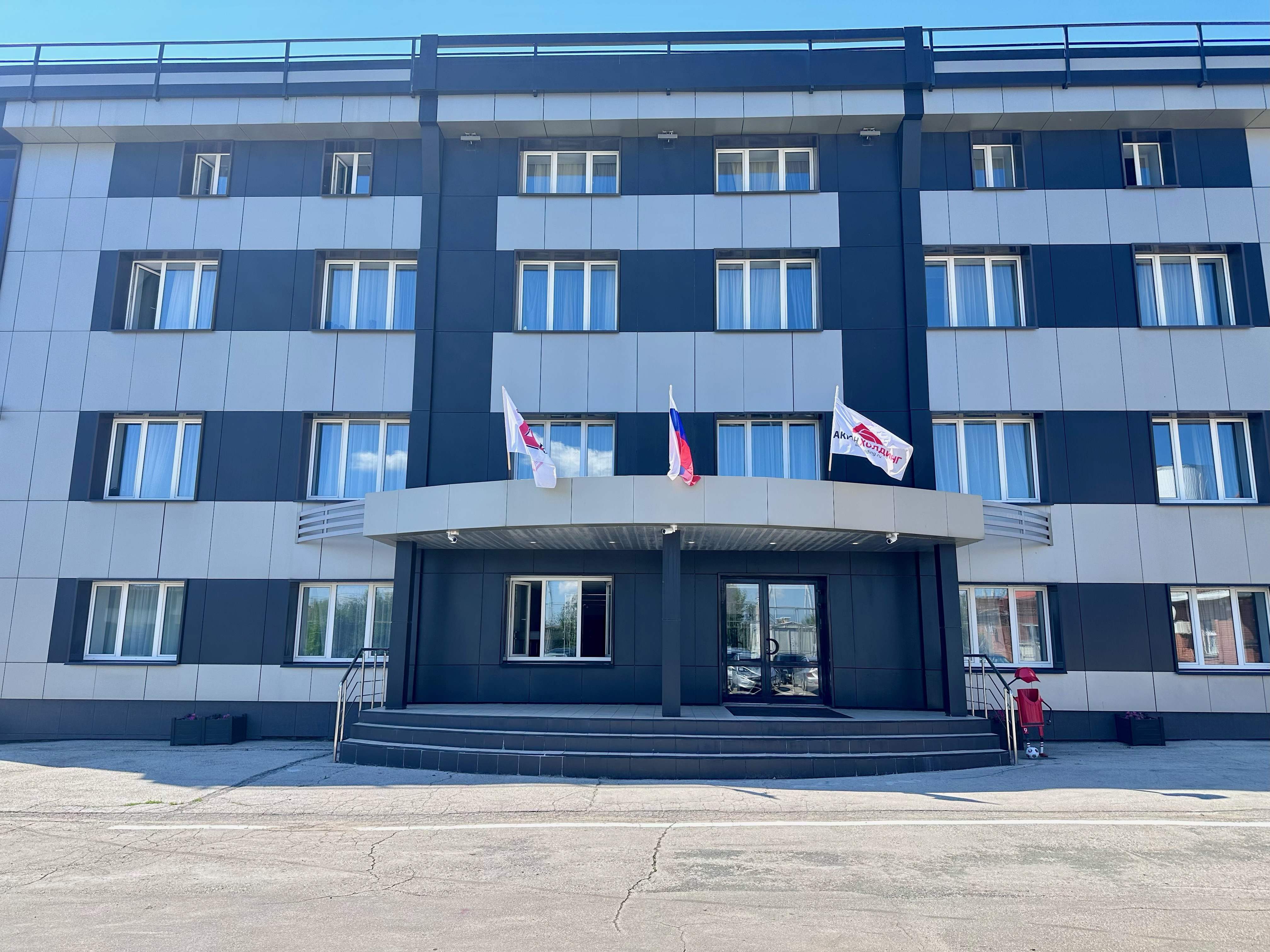
Офис
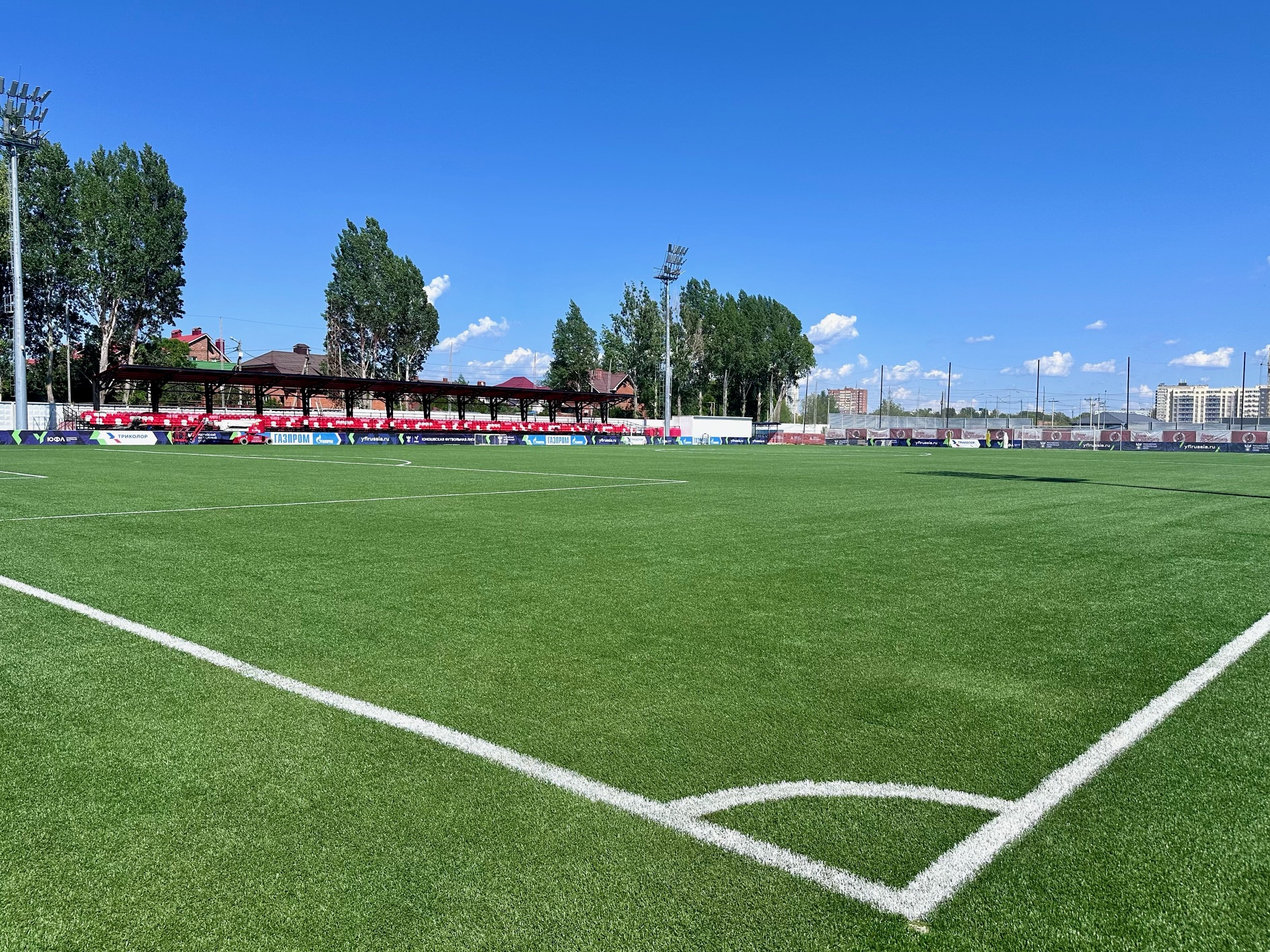
Поле